# Nájem
Nájem je typ závazku, který vznikne uzavřením nájemní smlouvy. V ní se pronajímatel a nájemce dohodnou na tom, že nájemce může za nájemné dočasně užívat určitou konkrétní věc pronajímatele. Nájemce může pronajatou věc dále pronajmout (podnájem), jestliže s tím souhlasí pronajímatel. Pronajímat lze věci nemovité i nezuživatelné věci movité nebo i část nemovité věci. Také lze pronajmout věc, která má v budoucnu teprve vzniknout, ale pouze tehdy, pokud je možné tuto věc dostatečně přesně určit v době uzavření smlouvy.

## Pojem nájmu
Druhy nájmu: obecný, nájem bytu, prostoru sloužícího k podnikání, podnikatelský nájem movitých věcí, nájem dopravního prostředku a ubytování.
Předmětem nájmu mohou být:
- Věci movité – předmětem nájmu může být věc movitá nebo pouze jen její část (podnikatelský pronájem, nájem dopravního prostředku).
- Věci nemovité – předmětem nájmu může být věc nemovitá nebo pouze jen její část (stavba nebo součást práva stavby, byt či nebytový prostor v domě).
- Věci nehmotné – za věci nehmotné se považují statky nehmotné povahy i práva a jiné věci, které postrádají hmotnou podstatu. Předmětem nájmu ale mohou být jen tehdy, pokud to připouští jejich povaha (kupř. lze pronajmout právo stavby, nikoli ale práva duševního vlastnictví, kde k přenechání k jejich užití dochází licenční smlouvou).[5]
- Věc hromadná, soubor věcí – věc hromadná (statek, hospodářský celek), soubor věcí (více vozidel, soubor bytů a nebytových prostor).[6]

Mezi pojmové znaky nájmu se řadí přenechání individuálně určené věci do užívání, dočasnost a úplatnost. Pro shrnutí a lepší porozumění: „podstata nájmu je dočasné přenechání pronajaté věci nájemci za úplatu“. Nájemce si musí být dobře vědom faktu, že není vlastníkem pronajaté věci, ale jejím pouhým dočasným uživatelem.

## Subjekty nájmu

### Pronajímatel
Pronajímatel je osoba, která pronajímá určitou věc. Základními povinnostmi pronajímatele je přenechat věc nájemci v takovém stavu, aby jí mohl užívat k obvyklému účelu a udržovat danou věc ve stavu, aby mohla sloužit k užívání, pro které byla pronajata. Zároveň povinností pronajímatele je odevzdat nájemci věc se vším, co je potřeba k jejímu řádnému užívání, jedná se zejména o příslušenství věci nebo listiny, aby mohla být pronajatá věc trvale užívána (např. rezervní pneumatika, technický průkaz od vozidla, manuál a poučení, jak o pronajatou věc pečovat). Povinnost je zajistit nájemci nerušené užívání pronajaté věci po dobu nájmu. Pronajímatel má právo požadovat přístup k pronajaté věci za účelem kontroly, zdali je věc užívána řádným způsobem.

### Nájemce
Nájemce je osoba, která si za určitý obnos (nájemné) věc pronajala. Povinností nájemce je pronajatou věc užívat za předpokladu, že tak bylo stanoveno ve smlouvě, a musí ji užívat takovým způsobem, na kterém se písemně dohodl s pronajímatelem. Nájemce má právo poskytnout pronajatou věc podnájemníkovi, pokud s tím souhlasí pronajímatel. Další povinností plynoucí nájemci je také strpět určité opravy, které nelze odložit na dobu po uplynutí nájemní smlouvy, ačkoliv mu nastalé opravy způsobí omezení v užívání pronajaté věci.

## Nájemní smlouva
Nájemní smlouva je dokument, uzavřený mezi pronajímatelem a nájemcem. Smlouva musí být vyhotovena v písemné formě a měla by obsahovat určité náležitosti, např. označení předmětu nájmu, vymezení příslušenství, pronajímaný objekt musí být označen číslem, umístěním v domě, označením čísla domu, ulice nebo obce, ve které se pronajímaný objekt nachází. Podstatné je uvést počet místností, rozsah příslušenství bytu s jeho vybavením, stav bytu/domu, výše nájemného, způsob plateb, případy, kdy je možné, že pronajímatel zvýší nájem, úhrada za poskytnuté služby a možnosti změny nájemní smlouvy. Bez uvedení těchto náležitostí je smlouva neplatná. Pokud není nájemní smlouva uzavřena písemně, pronajímatel nemá právo cokoliv namítat vůči nájemci a prohlašovat neplatnost smlouvy z důvodu, že nájemní smlouva nebyla dodržena. Existuje však výjimka. Pokud nájemce užívá byt/dům po dobu tří let a přesto nebyla uzavřena nájemní smlouva v písemné formě, považuje se za uzavřenou. Jedná se o tzv. faktický nájem. Slouží jako ochrana proti pronajímateli před jeho rozhodnutím náhle ukončit nájem. Od nájemní smlouvy musíme odlišit tzv. podnájemní smlouvu. Podnájem je vztah, kdy samotný nájemce domu nebo bytu či jen jeho část pronajme další osobě „podnájemci“. Podnájem na rozdíl od nájmu není zákoně chráněn.  V této smlouvě lze zaznamenat důvody pro výpověď z podnájmu, výpovědní lhůtu či důvody odstoupení od smlouvy. Zánik podnájmu je vždy nejpozději se zánikem nájmu nebo po uplynutí doby, na kterou byl sjednán.
Do nájemní smlouvy je zahrnut také prostor sloužící k podnikání – prostor, místnost, pouze v případě, je-li účelem nájmu podnikatelská činnost a její provozování, bez zřetel na skutečnost, je-li účel samotného nájmu v nájemní smlouvě zaznamenán. Při ukončení nájmu formou výpovědi ze strany pronajímatele, je nájemce oprávněn požadovat náhradu „zákaznické základny“, která byla vytvořena nájemcem, v době nájmu. Její výše není přesně stanovena a tak závisí čistě na dohodě smluvních stran nebo rozhodnutí soudu.  Avšak tato náhrada není vymahatelná v případě, došlo-li k výpovědi z nájmu kvůli hrubému porušení povinností. Ve smlouvě u prostoru sloužícího k podnikání může být zaznamenáno také například povinnost nájemce zajistit údržbu a úklid v předmětu nájmu. Další typ nájemní smlouvy je přenechání dopravního prostředku.  Povinností pronajímatele je odevzdat nájemci spolu s dopravním prostředkem veškeré potřebné doklady, tak aby byl prostředek způsobilý k běžnému užívání. Pokud se tak nestane, právo nájemce je požadovat odstranění vady. A jeho povinností je udržovat dopravní prostředek v takovém stavu, v jaké jej nájemce od pronajímatele převzal, ačkoliv s přihlédnutím k obvyklému opotřebení.
Nájem je obecně ve smyslu ustanovení občanského zákoníku dočasným právním vztahem. Nabízí se hned dvě možnosti k uzavření smlouvy. Nájemní smlouva je tedy možná uzavřít na dobu určitou, tak na dobu neurčitou. Pokud účastníci nebudou mít vůli sjednat nájem na dobu určitou, bude to automaticky znamenat uzavření smlouvy na dobu neurčitou. Pokud je nájem sjednán na dobu určitou, je nutno tuto dobu ve smlouvě vymezit. Dohodne-li se pronajímatel a nájemník na době určité, která je delší než padesát let, má se za to, že nájem je ujednán na dobu neurčitou s tím, že lze v prvních padesáti letech smlouvu vypovědět pouze z ujednaných důvodů v určité předem dohodnuté výpovědní době. Nájem bytu podle nového občanského zákoníku může skončit za určitých podmínek. Těmi důvody jsou: dohoda pronajímatele a nájemce, uplynutí doby, ukončení výkonu práce, nemožnost plnění, smrt nájemce, odstoupení od smlouvy, splynutí, narovnání, zánik členství v bytovém družstvu, vyklizení bytu nebo výpovědí.
Kauce znamená peněžitou jistotu, dočasnou zálohu. Slouží k zajištění povinností nájemce plynoucí z nájmu. Kauce nesmí být větší než šestinásobek měsíčního nájemného. Po skončení doby nájmu pronajímatel kauci vrátí nájemci.

## Nájemné
Nájemné (v hovorové češtině se používá též výraz činže, zkomolenina z německého Zins – úrok) je označení pro úplaty za užívání věci, kterou si nájemník pronajal. Vedle samotné částky nájemného může být povinností nájemce uhradit i platby, které s pronajatou věcí souvisejí (např. dodávky vody, odvádění odpadních vod nebo také dodávky elektřiny či plynu). Zatímco přepsat elektřinu nebo plyn na nájemníka je možné bez problémů, vodné, stočné a teplou vodu z tepláren ze zákona pronajímatel převést nemůže. Aby povinnosti spojené s platbami za energie přešly na nájemce, je nutné provést u změnu odběratele v daném odběrném místě. Výše nájemného je určená dle smluvní dohody mezi pronajímatelem a nájemcem, ale omezena zákonem o cenách č. 526/1990 Sb. Podle tohoto zákona pronajímatel nesmí zneužít svého hospodářského postavení k tomu, aby mohl získat nepřiměřený prospěch prodejem za cenu, která zahrnuje neoprávněné náklady či nepřiměřený zisk. Také nájemce nesmí zneužít svého hospodářského postavení ve prospěch nákupu za cenu, která nedosahuje oprávněných nákladů. Pokud nebyla v nájemní smlouvě stanovena výše nájemného, nájemce platí tzv. obvyklé nájemné, jehož částka je přiměřená věci a místním okolnostem.
Nájemné může mít podobu peněžité formy, ale také i nepeněžité. Tou se rozumí platba nájemného v naturáliích (výrobky, zboží, suroviny) nebo také provedením určitých prací (rekonstrukce věci) či poskytování určitých služeb (správa budovy).

### Výhody příjmu z pronájmu
Příjem z pronájmu movitých a nemovitých prostor má několik výhod:
- zdanění tohoto příjmu je nižší než u příjmu ze zaměstnání nebo ze samostatné výdělečné činnosti,
- s tímto příjmem nejsou spojené povinné zálohy na zdravotní a sociální pojištění,[19]
- tento příjem se nezapočítává k příjmům pro určení povinnosti platit solidární daň,
- při zdanění příjmů z pronájmů může pronajímatel využít výdajový paušál, přičemž výdaje dosahují 30 %, nejvýše však částky 300 000 Kč.
- nijak neomezeným příjmem z pronájmu si může přivydělávat také osoba pobírající předčasnou penzi.
- daňový bonus (zvýhodnění na děti) lze uplatnit pouze v případě, že roční příjem ze závislé nebo samostatné výdělečné činnosti dosáhl alespoň 73,2 tisíc Kč. Nárok na bonus tedy může uplatnit jen rodič s takovýmto příjmem.[19]